# Moritz Engelbrecht von Kursell

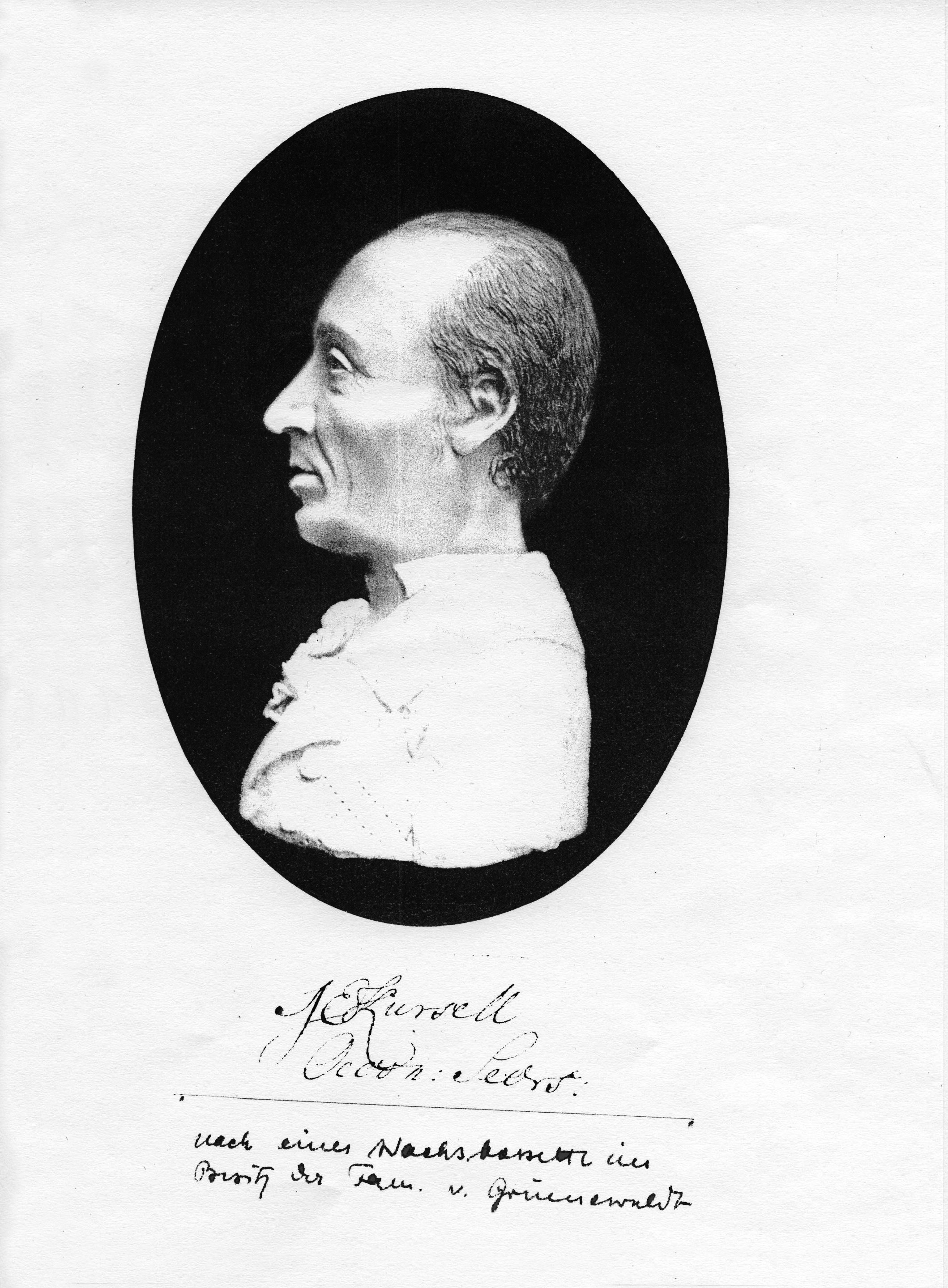
Moritz Engelbrecht von Kursell

Moritz Engelbrecht von Kursell (* 10. Juni 1744 auf Echmes; † 2. Oktober 1799 in Orrisaar) war estländischer Ritterschaftshauptmann, Governmements-Adelsmarschall, russischer Wirklicher Staatsrat, Präsident des Gewissensgerichts in Estland, Kurator der Domschule zu Reval.

## Familie
Moritz Engelbrecht stammte aus der deutsch-baltischen Familie Kursell. Seine Eltern waren Christopher Engelbrecht von Kursell (1685–1756) und Gertrude Sophie von Schwengelm. Er heiratete am 8. Juni 1769 Helene Freiin von Stackelberg.

## Leben
Moritz Engelbrecht von Kursell besuchte die Schule zu Kloster Berge bei Magdeburg, wo er sich durch seine Begabung für alte Sprachen auszeichnete. Studierte an der Universität Leipzig. Im Mai 1767 zum Ökonomie-Sekretär der estländischen Ritterschaft bestimmt, in diesem Amt bis 25. Januar 1777 tätig. Ab 1777 zum Mannrichter sowie zum Kurator der Revaler Domschule ernannt. Setzte sich für den Erhalt der Schule ein, als diese aus Kostengründen aufgelöst werden sollte. 1783 bis 1796 Gewissensrichter in Estland. Das Institut des Gewissengerichts wurde von Zarin Katharina II. eingerichtet und hatte nicht auf Grundlage von Gesetzen, sondern von Gewissen und gesundem Menschenverstand zu entscheiden. Am 4. Februar 1783 zum Ritterschaftshauptmann, dem für drei Jahre amtierenden Vorsitzenden der estländischen Ritterschaft gewählt. Während seiner Amtszeit wurde die adelige Selbstverwaltung in den Ostseeprovinzen von Zarin Katharina II außer Kraft gesetzt und durch die 1775 für ganz Russland erlassene Statthalterverfassung ersetzt. Erst mit dem Tode Katharinas wurde diese Reform wieder rückgängig gemacht. Daher war Kursell gezwungen, das Amt des Ritterschaftshauptmanns noch im September 1783 niederzulegen und sich der neuen Verfassung gemäß zum Gouvernements-Adelsmarschall wählen zu lassen. Dieses Amt übte er bis 1786 aus. Moritz Engelbrecht von Kursell war Herr auf Orrisaar und Essenberg in Estland.